# Skeppshults Gjuteri AB

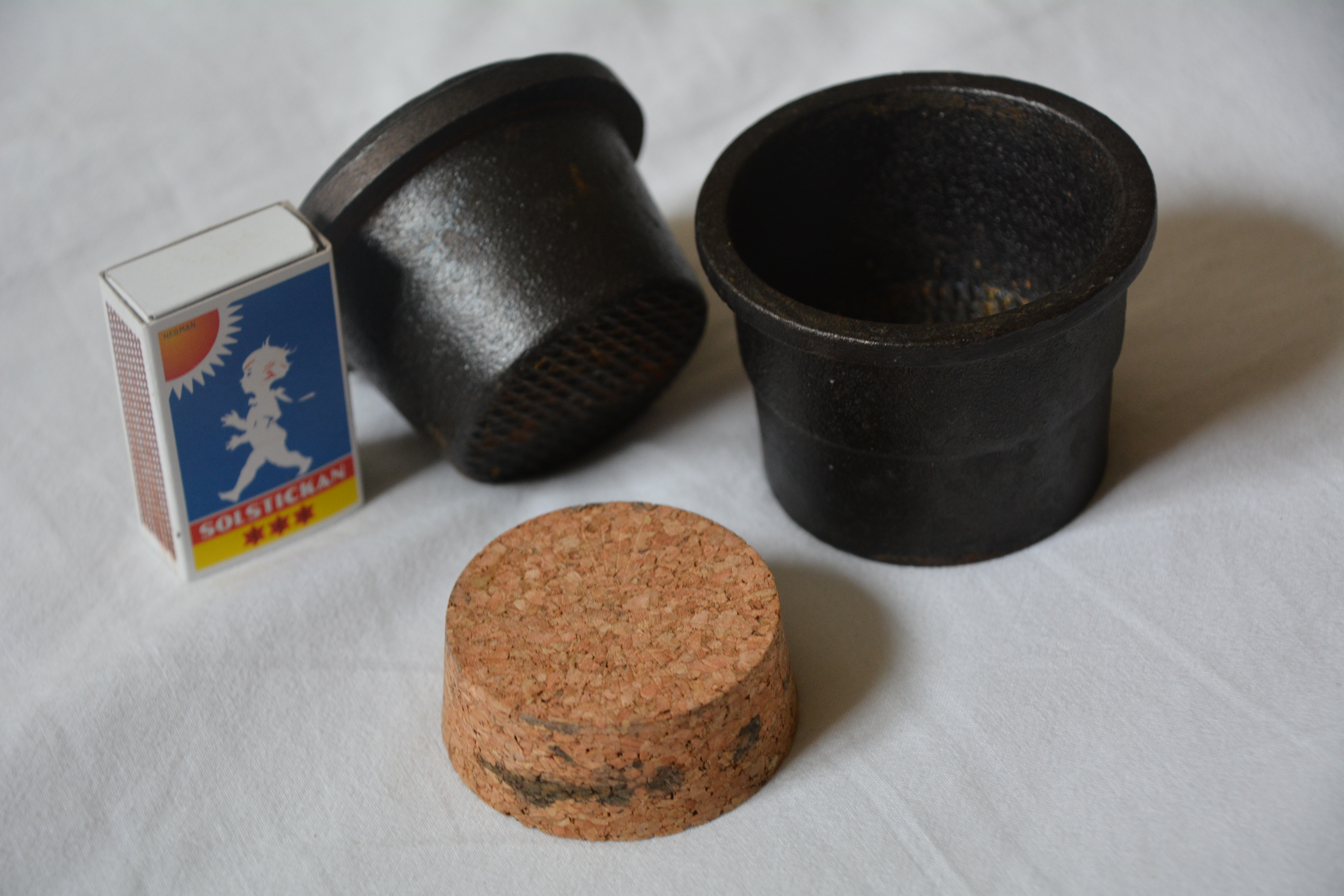
Kryddkvarn i gjutjärn, 1,15 kilogram

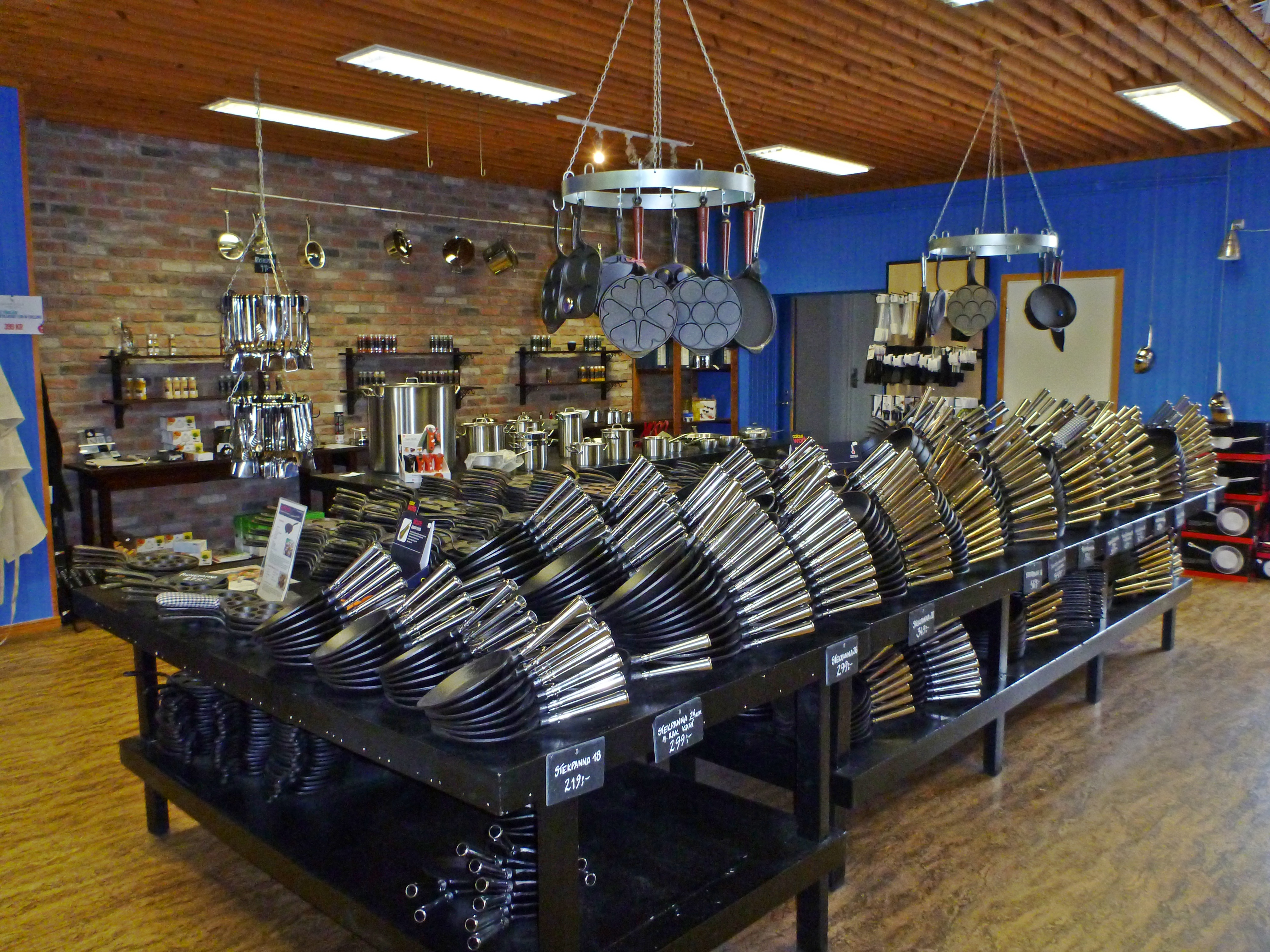
Hushållsprodukter i gjutjärn

Skeppshults Gjuteri AB är ett svenskt gjuteri, som tillverkar hushållsprodukter i gjutjärn. En stor del av artiklarna görs fortfarande för hand.
Företaget grundades av Charles E. Andersson år 1906. Han hade kommit hem från Amerika och fick kunskap om gjutning. I hans hem vid Skeppshult, som ligger vid ån Nissan, startade Charles Andersson ett gjuteri.